# Complesso fasciale renale
Il complesso fasciale renale è un insieme di foglietti sierosi che delimitano la sede del rene, definita come zona perirenale.
Tale complesso è costituito da piani fasciali, un tempo conosciute come fasce renali.
Emil Zuckerkandl descrive per primo una fascia posteriore nel 1883, ma non riconosce la porzione anteriore. Nel 1895 è Dimitrie D. Gerota a documentarne la presenza, usando egli stesso l'espressione fascia di Zuckerkandl per indicare la parte fasciale renale posteriore. Nonostante ciò, nella letteratura scientifica passata si è usata molto spesso l'espressione  fascia del Gerota per riferirsi all'intero complesso fasciale renale.
Dodds, nel 1986 ha invece osservato come ognuna di queste fasce sia costituita in realtà da due foglietti sierosi mesoteliali accollati, con presenza, nel mezzo, di uno spazio virtuale, che può, in certi casi  (es. raccolte fluide), riaprisi. Per tal motivo si parla ora più frequentemente di piani fasciali renali.
I piani fasciali sono quindi così distribuiti:
- Anteriormente al Gerota vi è il peritoneo posteriore, che passa anteriormente al colon, venendo quindi a distinguere lo spazio perirenale da quello pararenale anteriore.
- Posteriormente, lo Zuckerkandl passa davanti al muscolo quadrato dei lombi e allo psoas e si inserisce sul rachide lombare, venendo a individuare lo spazio perirenale posteriore dallo spazio pararenale posteriore.
- Lateralmente al corpo renale vi è il piano combinato o piano trifasciale, poiché costituito dai piani fasciali (espandibili) anteriore (Gerota), posteriore (Zuckerkandl) e laterale. Quest'ultima, conosciuta come fascia lateroconale, unisce i due piani fasciali anteriore e posteriore, i quali invece si inseriscono sulla parete addominale.
- Superiormente, il complesso fasciale renale ingloba il surrene, comunque facilmente clivabile dal rene omolaterale grazie alla presenza della capsula adiposa renale.
- La regione perirenale è aperta caudalmente.